# 平峰镇
平峰镇，是中华人民共和国宁夏回族自治区固原市西吉县下辖的一个乡镇级行政单位。

## 行政区划
平峰镇下辖以下地区：
平峰村、中岔村、葛岔村、张武村、西坡村、金塘村、高赵村、民和村、八岔村、权岔村、焦湾村、沙洼村、陈滩村、三合村、王庆村、下坪村、张新堡村、李营村、李堡村、王垴村、庙坪村、沿坪村和李岔村。